# Mädchen beim Frauenarzt
Mädchen beim Frauenarzt ist ein pseudoaufklärerischer Sexfilm von Schulmädchen-Report-Regisseur Ernst Hofbauer.

## Handlung
Ein Frauenarzt schildert sieben Fälle junger Mädchen im Alter von 15 bis 18 Jahren, die ihm in seiner Praxis begegnet sind.
Da ist etwa Ulrike, die beim Sex mit ihrem Freund keine Lust empfindet, jedoch bei einem lesbischen Abenteuer auf ihre Kosten kommt. Karin kommt in die Praxis und beginnt sich ohne weitere Vorrede auszuziehen. Ihr vermeintlicher Tripper stellt sich als Unterleibsentzündung heraus. Im Folgenden werden ihre Liebesakte mit wechselnden Partnern gezeigt, die zu dieser Infektion geführt haben könnten. Bei Anja, einem Notfall, macht der Arzt einen Hausbesuch. Sie wurde von mehreren Männern vergewaltigt. Renate wird von ihrem Freund wegen ihrer kleinen Brüste ausgelacht und Brigitte bringt aus dem Urlaub eine Geschlechtskrankheit mit, doch ihr Freund soll nichts von diesem Seitensprung erfahren.

## Zum Film
Dieser pseudoaufklärerische, reißerische Film basiert auf einer Artikelserie, die in der Zeitschrift BRAVO erschienen ist.
Die damalige Kritik befand, dass es zum Teil sogar kundige Ansätze bei diesem Film gab. Aus heutiger Sicht muss man das bezweifeln. Ob nun eine junge Frau für ihre Vergewaltigung verantwortlich gemacht wurde, weil sie durch ihr aufreizendes Verhalten die Männer erst „scharf“ gemacht haben soll (ihr Vergehen war, einen Bikini zu tragen und überhaupt allein in der Gesellschaft von Männern gewesen zu sein), oder ob den jungen Mädchen der Vorwurf gemacht wurde, sie bekämen immer öfter Unterleibserkrankungen, weil sie Stühle mieden und nur noch auf dem Boden säßen (was natürlich anhand eindeutiger Bilder nachgewiesen werden musste).
Offenbar gibt es zwei verschiedene Fassungen des Films: eine (wohl stark geschnittene) Fassung, die auch im Fernsehen gezeigt werden konnte, und eine andere, die „minutiöse gynäkologische Untersuchungen in Großaufnahme“ (Filmdienst) zeigt. Diese Szenen kann man in der entschärften Fassung nicht finden.

## Kritiken
In einem Kommentar des Münchner Merkurs vom 8. März 1971 wird vermerkt, das beim „Onkel Doktor“ so wichtige Ausziehen werde hier „von ein paar hübschen jungen Dingern besorgt, die allesamt über ein attraktives Äußeres verfügen.“ Der wohlmeinende Rat gehe aber „gezielt am Publikum vorbei“, denn diejenigen, die er anginge, würden sich kaum derartige Filme ansehen.
Das Lexikon des Internationalen Films nannte den Film ein „schablonenhaftes, fragwürdiges Kommerzprodukt ohne nennenswerte Bemühungen um psychologische und sozialkritische Aufschlüsselungen.“